# Roddan
Roddan ist ein bewohnter Gemeindeteil der Gemeinde Legde/Quitzöbel im Landkreis Prignitz im Nordwesten des Landes Brandenburg. Der Ort gehört dem Amt Bad Wilsnack/Weisen an.

## Lage
Roddan liegt rund 19 Kilometer Luftlinie südöstlich von Wittenberge in der Prignitz. Umliegende Ortschaften sind Plattenburg im Norden, Storbeckshof im Nordosten, Glöwen im Osten, Nitzow (bereits in Sachsen-Anhalt) im Südosten, Quitzöbel im Süden, Lennewitz im Südwesten, Legde im Westen und Bad Wilsnack im Nordwesten. Östlich von Roddan liegt der Truppenübungsplatz Glöwen.
Roddan liegt an der Kreisstraße 7005 zwischen Legde und Glöwen. Die Landesstraße 10 liegt etwa zweieinhalb Kilometer westlich, die Bundesstraße 107 knapp sechs Kilometer östlich von Roddan.

## Geschichte
Erstmals urkundlich erwähnt wurde das Dorf im Jahr 1274 als Rodene. Der Ort liegt am Rande eines als Roddahn bezeichneten Waldgebietes, dessen Name sich von einer slawischen Gewässerbezeichnung ableitet. Das gleiche Benennungsmotiv findet sich auch bei dem Ortsteil Roddahn von Neustadt (Dosse). 1488 wurde erstmals der heutige Ortsname genannt. Ab dem 16. Jahrhundert gehörte Roddan zum Havelbergischen Kreis in der Mark Brandenburg. Im Zuge einer Verwaltungsreform in der nun preußischen Provinz Brandenburg im April 1817 kamen die Gemeinde und der Gutsbezirk Roddan zum Landkreis Westprignitz.
Der Gutsbezirk Roddan wurde 1928 aufgelöst und mit der Gemeinde vereinigt. Ab Juli 1952 gehörte Roddan zum Kreis Perleberg im DDR-Bezirk Potsdam, am 1. Oktober 1973 wurde das Dorf nach Legde eingemeindet. Nach der Wiedervereinigung gehörte die Gemeinde Legde mit Roddan zunächst zum Landkreis Perleberg. 1992 schloss die Gemeinde sich dem Amt Bad Wilsnack/Weisen an. Seit Dezember 1993 gehört Roddan zum Landkreis Prignitz. Die Gemeinde Legde fusionierte am 31. März 2002 mit Quitzöbel zu der neuen Gemeinde Legde/Quitzöbel, zu der Roddan heute gehört.

## Baudenkmale

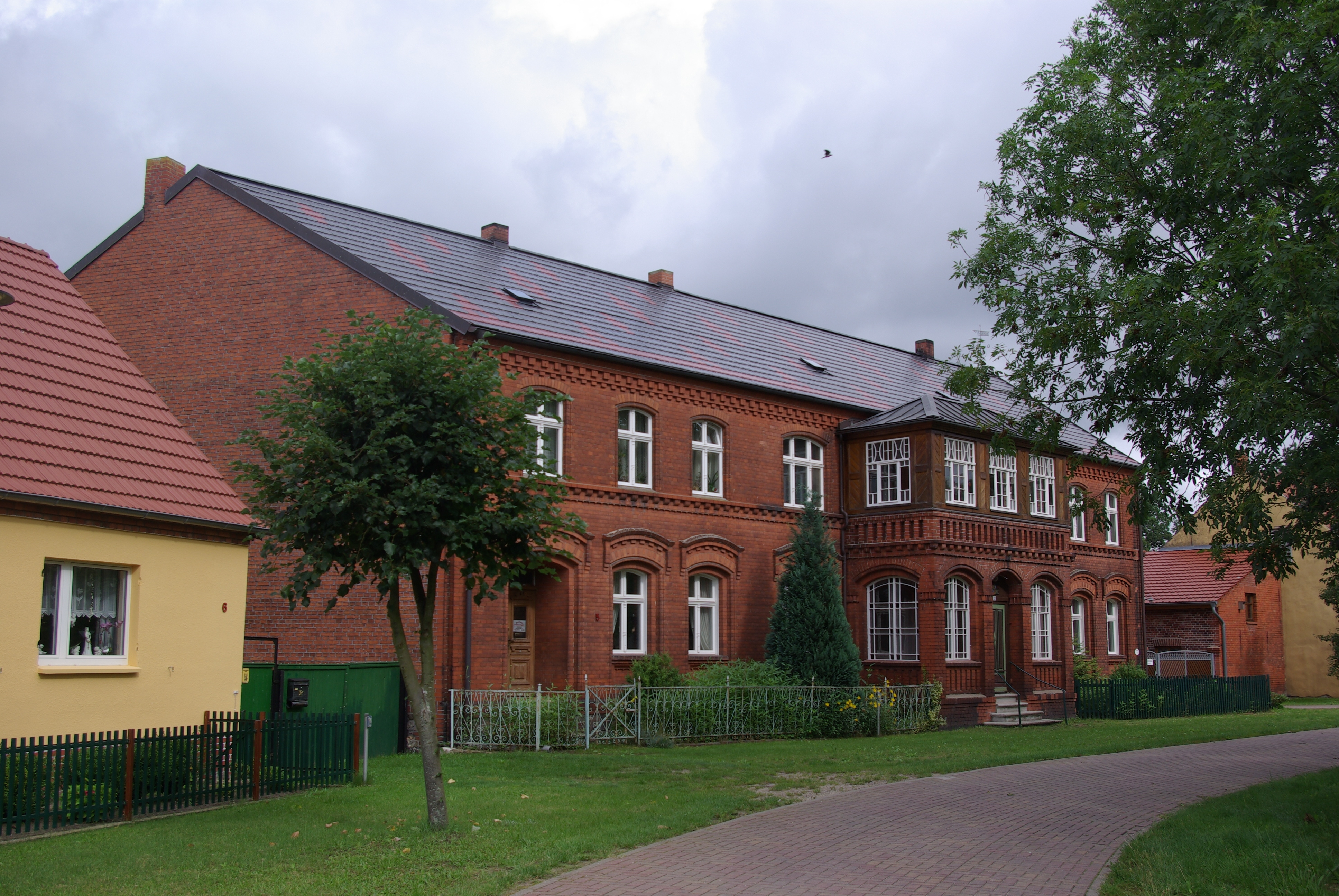
Baudenkmal Dorfstraße 5

- Die Dorfkirche Roddan wurde 1680 errichtet. An ihrer Stelle befand sich bereits zuvor ein mittelalterlicher Kirchenbau, dieser wurde im Dreißigjährigen Krieg zerstört. Der eingezogene Westturm wurde Anfang des 20. Jahrhunderts hinzugefügt und 1996 restauriert, der Turmaufsatz mit geschweiften Helm wurde 2011 ergänzt.[4]
- Das Wohngebäude Dorfstraße 5 ist ein Ziegelbau aus dem Jahr 1897. Das Gebäude zeichnet sich durch seinen auffälligen Mittelrisalit aus.

## Bevölkerungsentwicklung
| Jahr | Einwohner |
| ---- | --------- |
| 1875 | 245       |
| 1890 | 230       |
| 1910 | 222       |

| Jahr | Einwohner |
| ---- | --------- |
| 1925 | 243       |
| 1933 | 211       |
| 1939 | 192       |

| Jahr | Einwohner |
| ---- | --------- |
| 1946 | 289       |
| 1950 | 275       |
| 1964 | 199       |

| Jahr | Einwohner |
| ---- | --------- |
| 1971 | 197       |

Gebietsstand des jeweiligen Jahres, von 1964 bis 2000 mit Brügge und Warnsdorf